# Silchar Part-X
Silchar Part-X là một thị trấn thống kê (census town) của quận Cachar thuộc bang Assam, Ấn Độ.

## Nhân khẩu
Theo điều tra dân số năm 2001 của Ấn Độ, Silchar Part-X có dân số 5313 người. Phái nam chiếm 52% tổng số dân và phái nữ chiếm 48%. Silchar Part-X có tỷ lệ 66% biết đọc biết viết, cao hơn tỷ lệ trung bình toàn quốc là 59,5%: tỷ lệ cho phái nam là 80%, và tỷ lệ cho phái nữ là 51%. Tại Silchar Part-X, 15% dân số nhỏ hơn 6 tuổi.